# Rhinolophus subrufus
Rhinolophus subrufus — вид рукокрилих з родини Підковикові (Rhinolophidae), ендемік Філіппін.

## Поширення
Країни проживання: Філіппіни. Він був записаний від рівня моря до понад 1000 м над рівнем моря. Це дуже погано відомих вид. Передбачається, пов'язаний з рівнинними тропічними лісами.

## Загрози та охорона
Загрози невідомі. Знайдений в деяких охоронних територіях.